# パワーレンジャー・ジオ
『パワーレンジャー・ジオ』（Power Rangers Zeo）は、スーパー戦隊シリーズの英語版ローカライズとして制作された特撮テレビドラマシリーズパワーレンジャーシリーズの第4シーズンであり、第2作目である。今作は1995年に放送された『超力戦隊オーレンジャー』がベースとなっている。
1996年4月20日から同年11月27日までフォックス放送内のFox Kidsで放映された。アジアの一部地域ではジオ・レンジャー(Zeo Rangers)のタイトルで放送された。略称は「PRZ」、「ジオ」。日本では未公開となっている。

## ストーリー
自分たち自身を見つめなおす試練「ジオ・クエスト」を乗り越えたトミーたちであったがリトとゴルダーの仕掛けた爆弾によってコマンドセンターは破壊されてしまう。アルファ5によって間一髪脱出に成功するが、無残に破壊された基地の残骸を見て途方にくれるトミーたち。だが、コマンドセンターの地下には新たな司令室が存在しており、ゾードンもアルファも無事であった。そのころ、コマンドセンターを破壊し、勝利したと思い込んだリタたちは、宇宙から襲来したマシン・エンパイアの攻撃により宮殿を破壊され、マスター・ヴァイルが支配する銀河へ脱出していった。ジオ・クリスタルの力により、破壊された基地の外部も復元され、トミーたちは「ジオ・レンジャー」のパワーを手に入れる。そして、地球にもマシン・エンパイアの脅威が迫る。新たな力を得たパワーレンジャーたちの戦いが始まった。

## 概要
シリーズ2作目（4年目）にして、ヒーローのコスチュームが変更され、敵組織や設定も一新された。前作終盤の『マイティ・モーフィン・エイリアンレンジャー』は本作品のプロローグ編とされる。本作品以降は『パワーレンジャー・RPM』まで日本の原典の作品より一年遅れで制作されるようになる。
玩具カタログの表紙に「知っていることを忘れろ」と書かれるなど、番組の変化を強調しており、第1・2話のOPでは変身後のレンジャーを登場させず、誰がどの色のレンジャーなのか秘密にするなどの試みが行われた。
コスチュームの変更についてはアクション監督の坂本浩一がプロデューサーに掛け合ったことで実現した。同一デザインのキャラクターが長年変化せずに続いているアメリカにおいて、コスチュームの変更を危惧する考えもあったが、本作品が人気を得たこともあり、以後は毎年ヒーローのコスチュームが変更されるようになった。スーパー戦隊シリーズを担当していたテレビ朝日プロデューサーの梶淳は「パワーレンジャーに流用するため、スーパー戦隊側でも素面のキャラクターを減らしたり日本的な風景を避けるなどし、追加の撮影なども行っていたが、それだけでは足りなくなっていったため、日本と同様に毎年コスチュームを変更することになった」と述べている。
前作の玩具は多くの会社から発売されていたが、商品化権の整理が行われ、本作品以降の玩具展開はバンダイアメリカを中心に展開されることになった。
新番組が秋に放送されることが通例となっているアメリカにおいて、本作品以降の作品は春からのスタートとなっている。これは秋スタートだとクリスマスシーズンまでの時間が短いことから、商品企画などの調整が難しいことからバンダイから春からの放送開始をフォックスとサバンに要望し、それが受け入れられたものである。
ストーリーは第49話で終了しており、第50話（最終回）は番外編となっている。この回は北米ではビデオでのみ視聴できるエピソードで、正式な最終回に含んでいない書籍も存在する。
劇場用映画作品の企画があったが実現しなかった。

## 登場人物

### パワーレンジャー・ジオ
前作のメンバーが引き続いて登場し、途中からジェイソンが復帰。変身後のレンジャーのマスクのデザインはそれぞれのジオ・クリスタルを表している。
トーマス"トミー"オリバー/ジオレンジャー5・レッド （オーレッド）
新たにレッドに変身。ジオ・フライングパワーキックなどの飛び蹴りを得意とする。
自分が養子であることが判明し、双子の兄の存在も知った。
キンバリーとの遠距離恋愛を続けていたが、キンバリーからの手紙で彼女に別に好きな人ができてしまったことから破局。その後、キャサリンとの交際を始める。
アダム・パーク/ジオレンジャー4・グリーン（オーグリーン）
新たにグリーンに変身。パンチを得意とする。
ビリーがレンジャーを退いたことから、サブリーダーとしても活動。本作品以降、髪を伸ばすようになった。
ロッキー・デサントス/ジオレンジャー3・ブルー（オーブルー）
新たにブルーに変身。
レッドレンジャー時代の前任者でもあるジェイソンへの対抗心から、1人でモンドを倒そうとして失敗。己の浅はかさを恥じ、皆の力でモンドに勝利した後、ジェイソンと和解した。その後、ジェイソンがゴールドパワーをトレイに返却する際には敵の攻撃からジェイソンを守った。
ターニャ・スローン/ジオレンジャー2・イエロー （オーイエロー）
前作でアフリカに留まったアイーシャに代わり、パワーレンジャーに参加し、イエローを受け継ぐ。キックを得意とする。
普段はキャサリンの家に住んでおり、アダムとトミーからは武術を学んでいる。歌が好きで歌手志望。夏休みの間はラジオ局でバイトをする。
両親は探検家でアフリカの奥地に行ったまま行方不明だったが、オーリックの一件で再会を果たす。
キャサリン・ヒラード/ジオレンジャー1・ピンク（オーピンク）
引き続き、ピンクに変身。マーシャルアーツを使って戦う。
キンバリーと失恋したトミーとの交際を始めた。
トレイ/ゴールドレンジャー（キングレンジャー）
トリフォリア星の王。必要に応じて3人に分裂し、知恵のトレイ、勇気のトレイ、心のトレイになる。
ゴールドパワーの本来の持ち主だが、戦闘で傷を負ったことでパワーの維持が不可能となり、ジェイソンにパワーを託し、静養する。体調が回復した後、パワーを返却された。巨大化能力を持っており、巨大化したキング・モンドに対抗するため、自身とパワーレンジャーを巨大化させた。
演じたディフィリポ兄弟によれば当初は30話分の出演が予定されており、映画版の後にトレイを中心としたスピンオフ作品も予定されていたが、演技イメージの固定化を防ぐ為、それらの話を断ったと述べている。
ジェイソン・リー・スコット/2代目ゴールドレンジャー（キングレンジャー）
初代レッドレンジャーにして、初代リーダー。
シーズン2の途中で青少年平和会議の代表に選ばれ、スイスへ旅だっていたが、トミーの推薦により、トレイから力を託され、ゴールドレンジャーとして復帰を果たす。トミーの不在時はリーダーとして活躍した。ゴールドパワーの本来の持ち主ではないことから、ゴールドパワーは次第に不安定となり、変身を維持することも難しくなっていくが、体調が回復したトレイにパワーを返却したことで事なきを得る。役目を終えて、戦列を再び離れた。

### 協力者
ゾードン
前作同様にレンジャーたちを導く。
アルファ5
前作同様にレンジャーたちをサポートする。
ビリー・クランストン
元ブルーレンジャー。
ジオクリスタルが5つしかないことからターニャを新たなレンジャーとし、自身はメカニックに専念するようになる。その頭脳の優秀さにより、高校を飛び級で卒業。2代目ゴールドレンジャーになるはずだったが、基地がモンドの妨害フィールドに阻まれた際に生じたマイナス的分子を身体に帯びてしまったことから、パワーを受け取ることができなくなってしまった。
前作で子供にされた際に自分だけ独自の装置を使い、元に戻った副作用で肉体が老化してしまうが、惑星アクェイターに赴き、その星の水を用いた治療を受けたことで老化から元に戻る。そして、恋仲となったセストリアと共に現地で暮らし始めた。
- 演じたヨーストによれば自身が同性愛者であることを理由にスタッフから嫌がらせを受けており、それが降板の理由となったとしているが、プロデューサーのスコット・ページ＝パグターはヨーストは通常のギャラに加えてボーナスが支給されていたが、制作側がボーナスの支給を止めようとしたことが降板に繋がったと主張している。

オーリック・ザ・コンカラー（ガンマジン）
アフリカの神話に登場する魔神。普段は顔型の石像になっていて、金色の鍵を差し込むことで復活する。ターニャの両親により発見された。性格は臆病だが正義感が強い。前作のニンジャー同様オペラ歌手のような高い声で話す。
セストリア
アクェイター星人の女性。エイリアンブルーレンジャーであるセストロの親類。ビリーがアクェイターにやって来た際に出会い、後に彼の恋人となった。
アウリコ / レッドレンジャー

デルフィン / ホワイトレンジャー
戦いで傷を負ったトレイを保護した。
セストロ / ブルーレンジャー
第10話において地球に1人で再訪、ビリーに協力を求め、彼をアクェイターへ連れて行った。
ティデウス / イエローレンジャー

コルクス / ブラックレンジャー

### 一般人
バルクとスカル
前作から引き続き登場。本部長の娘であるコニー・クランダルを口説こうとしたことが原因で警察官を解雇されてしまう。解雇された後はストーンが始めた探偵事務所で働いている。記憶を失ったリトとゴルダーを養っていた。スカルは、第12話では天才的なピアノの才能があることが明らかになった。
ストーン
前作から引き続き登場。バルクとスカルの上司で警部。バルクたち共々警察を解雇された後は探偵業を始め、2人を雇うが、彼らのドジに振り回されている。
アーニー
前作から引き続き登場。
エミリー
ジェイソンと親しくなる女性。次作『パワーレンジャー・ターボ』にもゲストとして登場。
デビッド・トゥルーハート
トミーの兄。演じるエリック・フランクはトミー役のジェイソン・デビッド・フランクの実の兄であり、弟の紹介で本作品のスタッフとして働いていたところをダグラス・スローンの目に留まり、俳優として起用された。当初はゴールドレンジャーの変身者となることが予定されていたが、エリックが降板した為、白紙となった。降板の理由は制作側への不信感とされる。
サム・トゥルーハート
ネイティブアメリカンの老シャーマン。デビッドの育ての親。

### 敵

#### マシン・エンパイア（マシン帝国バラノイア）
機械による宇宙支配を目指すガジェットリー皇族に率いられた帝国。すでに幾つもの星を支配している。宇宙の悪の同盟関係を破り、地球侵攻を開始する。
キング・モンド（皇帝バッカスフンド）
マシン・キングの通称を持つマシン・エンパイアの支配者で、大剣と杖が武器。巨大化し、スーパージオメガゾードと戦い倒されるが、後に復活した。再び巨大化し、レンジャーたちと戦うが敗北後、ゼッドの策略により破壊された。
クイーン・マシーナ（王妃ヒステリア）
マシン・エンパイアの女王。ゼッドの策略により破壊される。
資料によってマキナ女王とも記されている。
プリンス・スプロケット（皇子ブルドント）
マシン・エンパイアの第二皇子。親に甘やかされておりわがままな性格。レンジャーたちとの戦いも遊びだと考えている。
プリンス・ガスケット（カイザー・ブルドント）
マシン・エンパイアの第一皇子。アーチェリーナとの結婚を認めてもらえず、駆け落ちして行方不明になっていた。父が倒れたことを知り、ルイ・カブーンを倒して自分が帝国の支配者になるためにアーチェリーナと共に戻って来た。サーベルが武器。モンドの復活後、姿を消していたが、妻と共に巨大化してレンジャーと戦いスーパーウルトラジオメガゾードの攻撃を受けて退却。その後、モンドと対面するが、父を恐れた彼はどこかへと去っていった。
プリンセス・アーチェリーナ（マルチーワ姫）
ガスケットの妻。キング・モンドの仇敵であったキング・アードンの娘。それゆえにガスケットとの結婚を認めて貰えず、駆け落ちして行方不明になっていたが、ガスケットと共に帝国を支配するために戻ってきた。弓矢が武器で矢の刺さった者を洗脳し、操る力がある。キャサリンをライバル視している。夫と共に巨大化するがレンジャーに敗北。夫と共に去っていった。
クランク&オーブス（従者アチャ&従者コチャ）
マシン・エンパイアの従者。人型のクランクはスコットランド訛りの英語を喋り、モンスターを巨大化させるため、オーブスをモンスターのいるところまで投げる役割を持つ。小型のオーブスはモンスターを巨大化させる光線を放つ。ルイ・カブーンが登場した後はあっさり寝返り、ガスケットが登場した後はガスケットに寝返るなど、両名共に忠誠心は低い。
ルイ・カブーン（ボンバー・ザ・グレート）
リタとゼッドがマシン・エンパイアを乗っ取るために作り出したニューヨーク訛りの英語を喋るロボット。ロケットへの変形能力を持つ。起動実験中にコントロール用のリモコンをリトが紛失したため、自由意志を持った彼はマシン・エンパイアを掌握するが、アーチェリーナに洗脳され、地球を襲うがレンジャーに敗れて破壊された。
コッグズ（バーロ兵）
マシン・エンパイアの戦闘員。月の基地で大量に生産されている。目から放つビームが武器。言語能力を持ち、色違いの他、白衣を着た科学者タイプやスキー場に現れた頭に羽飾りを付けている部隊もいる。

#### ゼッド&リタ
前作から引き続いて登場。マシン・エンパイアの攻撃により地球から撤退するが、後半で再び地球に来襲。マシン・エンパイアによる地球侵略を阻止するため、パワーレンジャーを支援することもある。
ロード・ゼッド&リタ・レパルサ
前作から引き続いて登場。ロード・ゼッド、リタ・レパルサを参照。
リト・レボルト&ゴルダー
前作の最後でジオ・クリスタルに触れたために記憶喪失となり、バルクとスカルの下で使用人として働いていたが後半で昼寝中の夢の中にリタとゼッドが現れたことがきっかけで記憶を取り戻し帰還した。
フィニスター
マシン・エンパイアの襲撃の際、ゼッドにセルペンテラでの脱出を進言した後、中盤でリタたちと共に戻ってきた。
テンガ・ウォーリアー
ゼッドとリタ配下の戦闘員。

## 装備
ジオナイザー（パワーブレス）
初期メンバー5人が使用するブレスレット型の変身アイテム。伝説のジオクリスタルの力を宿している。変身方法は「It's Morphin' Time!」と叫んだ後に現れる左右のブレスをクロスさせ、それぞれのレンジャー名を叫んで変身する。
ゴールドレンジャーはブレスは使わず、両腕に集中させたゴールドパワーを用いて変身する。
ジオ・レーザーピストル（キングブラスター）
ジオレンジャーの専用銃。
ジオ・パワーポッドソード（バトルスティック）
ジオレンジャーの専用剣。
ジオ・スマッシャー（キングスマッシャー）
ジオ・パワーポッドソードを合体させて作る光線銃。
ジオ・パワーウェポン（レンジャーアイテム）
ジオ・レンジャーの専用武器。
ジオV・ソード（スターライザー）
レッドの専用武器。
ジオIV・パワーハチェット（スクエアクラッシャー）
グリーンの専用武器。
ジオIII・ジオパワーアックス（デルタトンファ）
ブルーの専用武器。
ジオII・パワーダブルクラブ（ツインバトン）
イエローの専用武器。
ジオI・パワーディスク/シールド（サークルディフェンサー）
ピンクの専用武器。
ジオ・ブラスター（ビッグバンバスター）
ジオパワーウェポンを合体させて作る光線砲。
ジオ・キャノン（オーレバズーカ）
ジオ・パワーセルを装填して強力な光線を放つ最強武器。
ゴードレンジャーズ・ジオナイザー（キングブレス）
玩具のみ。
ゴールデンパワースタッフ（キングスティック）
ゴールドの専用武器にしてパワーの源。
ジオ・ジェットサイクル（ジェッターマシン）
レンジャーたちの専用オートバイ。
ディフェンダーホイール（ジャイアントローラー）
巨大な射出装置に付いたローラーにレンジャーの一人（基本的には5・レッド）が乗り込み、体当たりを行う。

## メカニック
ジオゾード（超力モビル）
製作者はビリー。
ジオゾードV（スカイフェニックス）
ジオレンジャー5のゾード。
ジオゾードIV（グランタウラス）
ジオレンジャー4のゾード。
ジオゾードIII（ダッシュレオン）
ジオレンジャー3のゾード。
ジオゾードII（ドグランダー）
ジオレンジャー2のゾード。
ジオゾードI（モアローダー）
ジオレンジャー1のゾード。
ジオメガゾード（オーレンジャーロボ）
主武器はジオパワーソード。頭部の装甲を取り換えて多種多様な攻撃を行える。
レッドバトルゾード（レッドパンチャー）
『マイティ・モーフィン・エイリアンレンジャー』に登場したバトルボーグを基にビリーが開発したレッドレンジャー用ゾード。操縦者の精神とリンクした動きをする。格闘戦が得意で腕に機関銃が仕込まれている他に、頭部から光線が出せる。
ジオメガバトルゾード（バスターオーレンジャーロボ）
ジオ・メガゾードとレッドバトルゾードが合体した形態。両肩の機関銃が最大の武器。
スーパージオゾード（ブロッカーロボ）
トレイがジェイソンに力を託した後に彼らに託したスーパージオジェムから生まれたゾード。操縦者であるパワーレンジャーと似た武器を装備している。
スーパージオゾードV（レッドブロッカー）
レッドレンジャーのゾード。
スーパージオゾードIV（グリーンブロッカー）
グリーンレンジャーのゾード。
スーパージオゾードIII（ブルーブロッカー）
ブルーレンジャーのゾード。
スーパージオゾードII（イエローブロッカー）
イエローレンジャーのゾード。
スーパージオゾードI（ピンクブロッカー）
ピンクレンジャーのゾード。
スーパージオメガゾード（オーブロッカー）
スーパージオゾードが合体したゾード。2本のサーベルが武器。
ピラミダス（キングピラミッダー）
トレイからもたらされた強大な防御力の巨大要塞。強力な衝撃波を放って攻撃する。
ジオウルトラゾード（キングピラミッダー・バトルフォーメーション/キャリアフォーメーション）
ジオメガゾードとレッドバトルゾードがピラミダスに合体した形態。全身から放たれる光線が必殺技。
スーパージオウルトラゾード（キングピラミッダー・バトルフォーメーション/キャリアフォーメーション）
スーパージオメガゾードとレッドバトルゾードがピラミダスに合体した形態。必殺技はジオウルトラゾードと同じ。
ウォリアー・ホイール（タックルボーイ）
トレイがジェイソンに送ったゾード。人型形態とホイール形態に変形することが可能。ホイール形態ではスーパージオメガゾードの武器となり、強力な体当たり攻撃を行う。原作では無人操縦だったが、本作品ではゴールドレンジャーが操縦する。ただし、無人操縦も可能。
ギア・シップ（バラクティカ）
マシン・エンパイアの大型宇宙船。クアドラ・ファイターズの母艦となる。
クアドラ・ファイターズ（タコンパス）
マシン・エンパイアの戦闘機。コックズが操縦する。飛行形態の他に陸上用の形態にも変形できる。円型の光線を発射する。
戦闘機（サンダーウィング）
米軍の戦闘機。飛行中にクアドラ・ファイターズと遭遇し、戦闘になる。その後どうなったかは不明（撃ち落とされた可能性がある）。

## キャスト

### レギュラー・準レギュラー
- トミー・オリバー（英語版）/ジオレンジャー5・レッド - ジェイソン・デビッド・フランク[注釈 3]
- アダム・パーク/ジオレンジャー4・グリーン - ジョニー・ヨング・ボッシュ
- ロッキー・デサントス/ジオレンジャー3・ブルー - スティーブ・カーデナス[注釈 4]
- ターニャ・スローン/ジオレンジャー2・イエロー - ナギア・ブリース（英語版）[注釈 5]
- キャサリン・ヒラード/ジオレンジャー1・ピンク -  キャサリン・サザーランド（英語版）[注釈 6]
- ジェイソン・リー・スコット（英語版）/2代目ゴールドレンジャー - オースチン・セント・ジョン
- ビリー・クランストン（英語版） - デビッド・ヨースト（英語版）[注釈 7]
- 知恵のトレイ - トム・ディフィリポ[16]※ノンクレジット
- 勇気のトレイ - テッド・ディフィリポ[16]※ノンクレジット
- 心のトレイ - ティム・ディフィリポ[16]※ノンクレジット
- 初代ゴールドレンジャーの声 - ブラッド・ホーキンス[19]※ノンクレジット
- ゾードン（英語版） - ウィストン・リチャード（声 - ボブ・マナハン）[注釈 8]
- アルファ5の声 - リチャード・ウッド[注釈 9]
- オーリック・ザ・コンカラーの声 - デレク・スティーヴン・プリンス[20]※ノンクレジット
- バルク - ポール・シュリアー[注釈 10]
- スカル - ジェイソン・ナーヴィー[注釈 11]
- アーニー - リチャード・ギネル[注釈 12]
- ジェローム・ストーン - グレック・ブロック[注釈 13]
- エミリー - レズリー・テシカ
- キング・モンドの声 - デイヴィッド・ステンストローム
- クイーン・マシーナの声 - アレックス・ボースタイン
- プリンス・ガスケットの声 - ダグラス・スローン
- プリンセス・アーチェリーナの声 - メローラ・ハート
- クランクの声 - オリヴァー・ページ
- ルイ・カブーンの声 - レックス・ラング
- ロード・ゼッドの声、フィニスターの声 - ロバート・アクセルロッド
- リタ・レパルサ - カーラ・ペレス（声 -  バーバラ・グッドソン）
- プリンス・スプロケットの声、オーブスの声 - バーバラ・グッドソン
- リト・レボルトの声 - ボブ・パーペンブルック
- ゴルダーの声 - ケリガン・メイハン

### 主なゲスト出演者
- バブーの声（1、2） - コリン・フィリプス
- スクワットの声（1、2） - マイケル・J・ソリッチ
- マスター・ヴァイルの声(1) - サイモン・プレスコット
- ショーン（3、6、26） - リオ・デキン
- ジェニファー(4) - トレイシー・ベルーシ
- ビフ(9) - スティーブ・レオン
- ビフの相棒(9) - ダニー・ストールカップ
- キャプラン校長（10、18） - ヘンリー・キャノン
- セストロ/アクエイターブルーレンジャー（10、32、46、47） - カリム・プリンス
- レイモンド（13、28、50） - ダレン・プレス
- ヘザー・トンプソン(15 - 17) - サラ・ブラウン
- キンバリー・アン・ハート(15) - エイミー・ジョー・ジョンソン[注釈 14]
- レポーター(15) - ダグラス・スローン
- 子供になったトミー（18、46[注釈 14]） - マイケル・R・ゴット
- サム・トゥルーハート(18 - 21) - フランク・ソトノマ・サルセド
- デビッド・トゥルーハート（18 - 21、29） - エリック・フランク[注釈 15]
- 伯爵夫人(23) - アテナ・デモス
- ベロニカ(26) - チャリティー・ヒル
- デルフィン/アクエイターホワイトレンジャー（32、46、47） - ラジア・バロウディ
- ムッシュ・ステンチー(36) - トーマス・ガンナー
- ハンフリー(39) - ブライアン・ステムラー
- アップルビー先生(43) - ロイズ・ヘロン
- トライター（41、42） -  - 坂本浩一（声 - ポール・セント・ピーター）
- アウリコ/アクエイターレッドレンジャー（46、47） - デビッド・ベーコン
- ティデウス(47) - ジム・グレイ[注釈 14]
- コルクス(47) - アラン・パルマー[注釈 14]
- 子供になったアダム(46) - マシュー・サキモト[注釈 14]
- 子供になったキャサリン(46)  - ジュリア・ジョーダン[注釈 14]
- 子供になったアイーシャ(46) - シチリー[注釈 14]
- 子供になったビリー(46) - ジャスティン・ティムシット[注釈 14]

### スーツアクター・スタント
- ジオ・レンジャー5・レッド[21]、コッグズ [22]-  横山誠
- ジオ・レンジャー5・レッド[23]、ジオ・レンジャー3・ブルー[24]、 ゴールドレンジャー[21] - 小池達朗
- ジオ・レンジャー4・グリーン[21]  、コッグズ[22]- スペンサー・サノ
- ジオ・レンジャー4・グリーン[23] 、ジオ・レンジャー3・ブルー[25] - デヴィッド・ウォルド
- ジオ・レンジャー3・ブルー[26] 、コッグズ[22]- 広沢俊
- ジオ・レンジャー3・ブルー[27]-ヒロ・コーダ
- ジオ・レンジャー3・ブルー[23]-ダニー・ウェイン・スタルカップ
- ジオ・レンジャー2・イエロー[28]、テンガ・ウォーリアーズ[22]、コッグズ[22] - こしげなみへい
- ジオ・レンジャー1・ピンク[21]、コッグズ[22] - 帯金伸行
- アルファ5[22] - ドネニ・キストラー
- ロード・ゼッド[29]、コッグズ[22]、テンガ・ウォーリアーズ[22] - エド・ニール
- モンスター[30]、コッグズ[22]、テンガ・ウォーリアーズ[22] - 中村忠弘
- その他スタント- 野口彰宏、高野弘樹、澤博男、ヒロシ、アキラ・マデン、ジャック・ヘイル、他

## スタッフ
- 製作総指揮 - ハイム・サバン、シュキ・レヴィ
- プロデューサー - ジョナサン・ヅァクワー
- 共同プロデューサー - トニー・オリバー、アン・ナップ、ポール・F・ローゼンタール
- スーパーバイジング・プロデューサー - ダグラス・スローン、スコット・ページ＝パグター
- ストーリーエディター - ダグラス・スローン、ジャッキー・マーチャンド（補佐）
- 撮影 - イアン・ローゼンバーグ、ショーン・マクリーン、ロジャー・オルコウスキー
- 音楽プロデューサー - ケネス・バーゴマスター、ロン・ワッサーマン、ジェレミー・スウィート
- 音楽 - シュキ・レヴィ、クッサ・マーチ
- セカンドユニット監督 - 坂本浩一、横山誠
- スーパーバイジング・ADRデレィレクター - スコット・ページ＝パグター
- ADRディレクター - デヴィッド・ウォルシュ
- プロダクション・デザイナー - ユダ・アッコ
- キャスティング - ケイティ・ウォーリン、トム・クローン
- 原作 - 八手三郎
- 制作 - ルネサンス・アトランティック・エンターテイメント、東映、MMPRプロダクションズ
- 製作著作 - サバン・エンターテイメント、サバン・インターナショナル

## 主題歌
「Power Rangers Zeo」
作詞・作曲 - シュキ・レヴィ、ジェレミー・スウィート/歌 - ロン・ワッサーマン、ジェレミー・スウィート

## 各話リスト
| 話数 | サブタイトル                                     | 登場モンスター | 監督                                  | 脚本                                          | 放送日         |
| ---- | ------------------------------------------------ | --- | ------------------------------------- | --------------------------------------------- | -------------- |
| 1    | A Zeo Beginning Part I                           | ― | アイザック・フロレンティーン          | ダグラス・スローン                            | 1996年 4月20日 |
| 2    | A Zeo Beginning Part II                          | ― | アイザック・フロレンティーン          | ダグラス・スローン                            | 4月23日        |
| 3    | The Shooting Star                                | スターロイド（バラセパレート） （声 - デレク・スティーヴン・プリンス） | ヴィッキー・ブロンオー                | ジャッキー・マーチャンド                      | 4月24日        |
| 4    | Target Rangers                                   | サイロ（バラミサイラー） （声 - ボブ・パーペンブルック） | ヴィッキー・ブロンオー                | スチュワート・セント・ジョン                  | 4月25日        |
| 5    | For Cryin' Out Loud                              | ブーブー・ザ・クラウン（バラベイビー） （声 - マイケル・ソリッチ） | ロバート・ラドラー                    | アル・ウィンチェル                            | 4月27日        |
| 6    | Rangers In The Outfield                          | ベリー・オブ・ピープル・ピッチャー（バラバキューム） （声 - アリ・ロス） | ロバート・ラドラー                    | ブレッド・D・ボーン                           | 4月29日        |
| 7    | Every Dog Has His Day                            | ディグスター（バラマグマ） （声 - デレク・スティーヴン・プリンス） | ロバート・ラドラー                    | マーク・ホフマイヤー                          | 4月30日        |
| 8    | The Puppet Blaster                               | パペットマン（バラピノキラー） （声 - ポール・ピストーレ） | アイザック・フロレンティーン          | スチュワート・セント・ジョン                  | 5月1日         |
| 9    | Invasion of the Ranger Snatchers                 | リーキーファウセット（ジャグチャック） （声 - エズラ・ワイズ） パンプキン・ソーサラー（カボチャンプキン） ビデオ・ヴァルチャー（カメラトリック） （声 - デイヴ・マロウ） シャワー・モンスター（ロッカーナイト） トラフィック・サイン・モンスター（ネコシグナル） バケット・ボルト（スチームパンクス） （声 - リチャード・エプカー） | アイザック・フロレンティーン          | ジル・ウィーラー                              | 5月2日         |
| 10   | Graduation Blues                                 | ハイドロ・コンタミネイター（バラパニッシュ） （声 - ダン・ウォーレン） | アイザック・フロレンティーン          | マーク・リットン                              | 5月4日         |
| 11   | A Few Bad Seeds                                  | エイドリアン（バラカクタス・II） （声 - ブライアン・タハッシュ） ポリネイター（バラカクタス・I）（声 - カーク・ソーントン） | ヴィッキー・ブロンオー                | リチャード・グッドマン                        | 5月6日         |
| 12   | Instrument of Destruction                        | フォルティシモド（バラデビル） （声 - スコット・ページ＝パグター） | ヴィッキー・ブロンオー                | バズ・オールデン シャーロット・フラントン     | 5月7日         |
| 13   | Mean Screen                                      | ミーン・スクリーン（バラハッカー） （声 - カシム・プリンス） | ヴィッキー・ブロンオー                | テリー・ヒューズ ロン・ミルバウアー           | 5月8日         |
| 14   | Mr. Billy's Wild Ride                            | メカナイザー（バラクラッシャー） （声 - エディ・フライアーソン） | ダグラス・スローン                    | アル・ウィンチェル                            | 5月11日        |
| 15   | There's No Business Like Snow Business, Part I   | ロボ・キューピット（バラプリンター） （声 - アレックス・ボースタイン） | ダグラス・スローン                    | ダグラス・スローン                            | 5月13日        |
| 16   | There's No Business Like Snow Business, Part II  | ディフォリエイター（バラダーツ） （声 - リチャード・エプカー） | ダグラス・スローン                    | ダグラス・スローン                            | 5月14日        |
| 17   | There's No Business Like Snow Business, Part III | ディフォリエイター（バラダーツ） （声 - リチャード・エプカー） | ダグラス・スローン                    | ダグラス・スローン                            | 5月15日        |
| 18   | Inner Spirit                                     | メイン・ドレイン（バラビルダー） （声 - ブラッド・オーチャード） | ロバート・ラドラー                    | マーク・ホフマイヤー マーク・リットン         | 5月16日        |
| 19   | Challenges                                       | パンチャ・バンチ（バラボクサー） （声 - ボブ・パーペンブルック） | ロバート・ラドラー                    | マーク・リットン                              | 5月18日        |
| 20   | Found and Lost                                   | メイス・フェイス（バラマジロ） （声 - ブラッド・オーチャード） | ロバート・ラドラー                    | マーク・リットン スチュワート・セント・ジョン | 5月20日        |
| 21   | Brother, Can You Spare an Arrowhead?             | メイス・フェイス オートクソン（バラクローズ） （声 - リチャード・エプカー） | テレンス・H・ウインクレス             | マーク・リットン                              | 9月9日         |
| 22   | Trust in Me                                      | ディフェクター（バラリベンジャー）（声 - レックス・ラング） | テレンス・H・ウインクレス             | アル・ウィンチェル                            | 9月10日        |
| 23   | It Came From Angel Grove                         | ドリル・マスター（バラドリル） （声 - ダン・ウォーレン） ロボ・キューピット サイロ ベリー・オブ・ピープル・ピッチャー | ロバート・ラドラー                    | ジョゼフ・クアー                              | 9月11日        |
| 24   | Bulk Fiction                                     | グーグルハイマー（バラハングリー） （声 - デイヴ・マロウ） | テレンス・H・ウインクレス             | ジャッキー・マーチャンド                      | 9月12日        |
| 25   | Song Sung Yellow                                 | レッキングボール（バラケンダマ） | ロバート・ラドラー                    | バズ・オールデン シャーロット・フラントン     | 9月13日        |
| 26   | Game of Honor                                    | アドミラル・アボミネイター（バラカッカ） （声 - エズラ・ワイズ） | ロバート・ラドラー                    | ブレッド・D・ボーン                           | 9月16日        |
| 27   | The Power of Gold                                | ウルフベイン（バラゴブリン） （声 - スティーブ・クレイマー） | ロバート・ラドラー                    | アル・ウィンチェル                            | 9月17日        |
| 28   | A Small Problem                                  | タランタボット（バラタランチュラ） （声 - スティーブ・マッゴーワン） | ヴィッキー・ブロンオー                | マーク・ホフマイヤー                          | 9月19日        |
| 29   | Oily to Bed, Oily to Rise                        | リーキーファウセット（バラジャグチ） （声 - エズラ・ワイズ） | ジル・ウィーラー                      | ロバート・ラドラー                            | 9月20日        |
| 30   | Rock-a-Bye Power Rangers                         | ソムニボット（バラグースカ） （声 - バーバラ・グッドソン） | ヴィッキー・ブロンオー                | トニー・オリバー バーバラ・A・オリバー        | 9月23日        |
| 31   | Do I Know You?                                   | ブロックス（バラアイビー） （声 - ボブ・パーペンブルック） | ヴィッキー・ブロンオー                | アル・ウィンチェル                            | 9月27日        |
| 32   | Revelations of Gold                              | シルバー・チーム・コマンダー スターボード・ウィンガー | ヴィッキー・ブロンオー                | シュキ・レヴィ シェル・ダニエルソン           | 10月3日        |
| 33   | A Golden Homecoming                              | ホウズヘッド（バラソーサー） （声 - デイヴ・マロウ） 再生モンスター軍団 | ヴィッキー・ブロンオー                | ダグラス・スローン                            | 10月4日        |
| 34   | Mondo's Last Stand                               | キング・モンド | ロバート・ラドラー                    | マーク・リットン                              | 10月9日        |
| 35   | Bomber in the Summer                             | タフガイ・タスクス（バラマンモス） （声 - マイケル・ソリッチ） | ロバート・ラドラー                    | スチュワート・セント・ジョン                  | 10月11日       |
| 36   | Scent Of A Weasel                                | ステンチー（バラスカンク） （声 - ブラッド・オーチャード） | ダグラス・スローン                    | ブレッド・D・ボーン                           | 10月23日       |
| 37   | The Lore Of Auric                                | ― | ダグラス・スローン                    | ジャッキー・マーチャンド                      | 10月25日       |
| 38   | The Ranger Who Came in from the Gold             | マイダス・モンスター（バラゴールド） （声 - デイヴ・マロウ） | ダグラス・スローン                    | マーク・ホフマイヤー                          | 10月31日       |
| 39   | The Joke's On Blue                               | ルイ・カブーン | アイザック・フロレンティーン          | ジム・スワーブ コーリン・ホワイト             | 11月5日        |
| 40   | Where In The World Is Zeo Ranger 5               | クルール・クローム（バラハンター） （声 - デヴィッド・ウォルシュ） | アイザック・フロレンティーン          | スチュワート・セント・ジョン                  | 11月6日        |
| 41   | King for a Day, Part I                           | アルター（バラキング） （声 - カーク・ソーントン） モンスター軍団 | アイザック・フロレンティーン 坂本浩一 | アル・ウィンチェル                            | 11月7日        |
| 42   | King for a Day, Part II                          | アルター（バラキング） （声 - カーク・ソーントン） モンスター軍団 | アイザック・フロレンティーン 坂本浩一 | アル・ウィンチェル                            | 11月8日        |
| 43   | A Brief Mystery Of Time                          | プロテクトロン（バラペテン） （声 - リチャード・エプカー） | ロバート・ラドラー                    | バズ・オールデン シャーロット・フラントン     | 11月11日       |
| 44   | A Mystery To Me                                  | ヌークリファイア（バラガード） （声 - カーク・ソーントン） | ロバート・ラドラー                    | ジャッキー・マーチャンド                      | 11月14日       |
| 45   | Another Song and Dance                           | メカタピラー（バラミクロン） （声 - ブライアン・シッダール） | ロバート・ラドラー                    | ブレッド・D・ボーン                           | 11月15日       |
| 46   | Rangers of Two Worlds, Part I                    | インパーソネーター（オンブオバケ） （声 - ウェンディー・リー） コグ・チェンジャー（バラハグルマ） （声 - マイケル・ソリッチ） | ラリー・リットン                      | マーク・リットン                              | 11月20日       |
| 47   | Rangers of Two Worlds, Part II                   | インパーソネーター（オンブオバケ） （声 - ウェンディー・リー） コグ・チェンジャー（バラハグルマ） （声 - マイケル・ソリッチ） | ラリー・リットン                      | マーク・リットン                              | 11月21日       |
| 48   | Hawaii Zeo                                       | プリンス・ガスケット アーチェリーナ | ヴィッキー・ブロンオー                | アル・ウィンチェル                            | 11月22日       |
| 49   | Good as Gold                                     | キング・モンド | ヴィッキー・ブロンオー                | ダグラス・スローン                            | 11月23日       |
| 50   | A Season to Remember                             | ― | ロバート・ラドラー                    | ジャッキー・マーチャンド                      | 11月27日       |

## ゲーム
パワーレンジャーピンボール(Power Rangers Zeo Full Tilt Battle Pinball)
1996年9月30日にバンダイから発売されたプレイステーション用ピンボールゲーム。開発はKAZe。
日本では1996年9月27日にバンダイマルチメディア事業部から発売された（マニュアルのみ日本語）。
オープニングムービーはテレビシリーズの映像とゲームオリジナルのCGを混ぜたもので、ステージ冒頭やマルチボール発動時にもテレビシリーズからの映像が流れる。
世界各地をモチーフにした複数のステージで構成され、条件を達成すると現れるステージボスを倒すとステージクリアとなる。
Power Rangers Zeo Battle Racers
1996年9月にバンダイから発売されたSuper NES用レースゲーム。開発はナツメ。

## 玩具展開
放送開始前の売り上げはグリーンレンジャーのフィギュアが一番人気だったが、これはグリーンレンジャー＝トミーと思い込んだ客が多かったためだろうとされる。メガゾードのアクションフィギュアが発売され、これは後のシリーズでも受け継がれている。前作同様にモンスターのフィギュアも発売されているが、後期商品として発売されたモンスターフィギュアは翌年に発売された。
メガゾードがプレイセットに変形する玩具が発売された。最初に発売されたジオゾードのプレイセットは個々のゾードがプレイセットに変形し、さらにメガゾードに合体するという商品だったが人気を得られず、次に発売された単体で変形するレッドバトルゾードのプレイセットが人気を得たことから、これ以降のシリーズのメガゾード型のプレイセットは単体の商品となっている。